# Apologia de Sócrates (Xenofonte)
Apologia de Sócrates ao Júri (em grego:  Ἀπολογία Σωκράτους πρὸς τοὺς Δικαστάς), de Xenofonte de Atenas, é um diálogo socrático sobre a defesa legal que o filósofo Sócrates apresentou em seu julgamento pela corrupção moral da juventude ateniense; e por asebeia (impiedade) contra o panteão de Atenas; julgado culpado, Sócrates foi condenado à morte. 
A versão literária de Xenofonte da defesa de Sócrates evidencia a opinião ética do filósofo sobre uma sentença de morte: que é melhor morrer antes do início da senilidade do que escapar da morte humilhando-se a uma perseguição injusta. 
A outra fonte primária existente sobre as pessoas e os eventos do Julgamento de Sócrates (399 a.C.) é a Apologia de Sócrates, de Platão. 
Xenofonte (430 a.C.–354 a.C.), ateniense nato, mas grande admirador do regime espartano, dedicou-se, sobretudo nas últimas duas décadas de sua vida, a escrever com intenção didática sobre Sócrates, além de ter sido responsável pela criação de outras obras com teor variado. Diferentemente de Platão, Xenofonte apresentou um Sócrates mais prático, buscando determinar com precisão o papel de cada indivíduo dentro da família e da sociedade. As obras de Xenofonte apresentam um tema em comum, que perpassa todas elas, a saber: a paideia. Neste contexto, encontramos, nos escritos socráticos de Xenofonte, um Sócrates com ênfase em ensino e educação, admirado por muitos seguidores, atraindo a fidelidade e simpatia de seus discípulos, porém seu modo polêmico de ser também despertou um forte sentimento de descontentamento entre seus inimigos.

## Apologia de Sócrates (Xenofonte)
Uma apologia é um discurso ou escrito que defende ou justifica determinada pessoa ou coisa. Em Apologia de Sócrates, o autor Xenofonte enaltece a figura de Sócrates, preocupando-se em apontar a inocência de seu mestre, sem fazer um estudo pormenorizado sobre o processo. Sua intenção era mostrar que Sócrates não cometeu nenhum dos crimes que resultaram em sua acusação. Xenofonte não se cita na obra, mas é clara sua presença como autor-narrador (narrador homodiegético). 
A Apologia de Sócrates apresenta uma forte ligação ao texto mais longo sobre a defesa de Sócrates, conhecido como Memoráveis (Apomnemoneumata), pois a acusação é colocada de modo idêntico e o autor segue a mesma metodologia quando rebate as acusações. Em termos de cronologia, é comum considerarmos a Apologia anterior a obra Memoráveis, porém nada se pode afirmar com veemência. 
A obra Memoráveis apresenta, além das três acusações contra Sócrates presentes em Apologia de Sócrates, outras quatro possíveis acusações de ordem menos moral e mais política: o desrespeito pela constituição vigente (1.2.9); o comportamento de Crítias e Alcibíades (1.2.12-47), que, apesar da convivência com Sócrates, não se tornaram cidadãos íntegros; a incitação ao desrespeito pelos pais (1.2.49-55); e recurso a citações poéticas de teor subversivo (1.2.56-61).

Conteúdo da obra
Meleto (poeta), Ânito (comerciante) e Lícon (orador) foram os autores do processo contra Sócrates. Meleto é quem interpõe a ação (graphé) contra Sócrates, podendo ter sido um porta-voz. Ânito é tido como provável mentor do processo e pertencia a uma família de ricos comerciantes de curtumes. Entre ele e Sócrates havia uma possível animosidade devido ao relacionamento deste com seu filho e às posições de Sócrates em relação aos políticos democráticos. Lícon era orador afamado em Atenas. É possível que o motivo de sua participação no processo esteja também relacionado com seu filho, por este estar ligado com Cálias, que frequentava o círculo de Sócrates. Os três autores do processo pertenciam aos setores que foram duramente criticados por Sócrates (poetas, comerciantes e oradores).
Aos setenta anos de idade, em 399 a.C., Sócrates é acusado de impiedade e corrupção da juventude. Os argumentos básicos que fomentaram a acusação fornecidos por Xenofonte coincidem com os de Platão, apenas seguindo uma ordem diferente:

Xen. Mem.1.1.1: Sócrates é culpado diante da lei por não reconhecer os deuses que a cidade reconhece e por ter introduzido divindades novas; e é culpado ainda por corromper os jovens.

Xen. Ap.10: os seus adversários acusaram-no no julgamento de não reconhecer os deuses que são reconhecidos pela cidade, e de, em sua vez, introduzir novas divindades e de corromper os jovens.

Pl. Ap.24b-c: Sócrates – diz ele [Meleto] – é culpado de corromper os jovens e de não reconhecer os deuses que a cidade reconhece, mas, em sua vez, novas divindades.
Para os atenienses, a impiedade significava o desprezo pela religião tradicional, pelos seus deuses e pelos cultos a eles prestados. Todos aqueles que eram processados por impiedade, eram acusados de se afastarem ou manifestarem desinteresse pelos ritos. Xenofonte defende Sócrates, mostrando que as acusações não tinham fundamento ao exemplificar sua rotina e transparência diante de todos. Os testemunhos daqueles que conviviam com ele tendiam a mostrar que Sócrates era um crente praticante e não deixava de prestar culto aos deuses da cidade, mesmo apresentando uma atitude crítica diante da religião tradicional, como outros intelectuais contemporâneos o faziam. 
Em relação à acusação sobre a introdução de novas divindades, é estranho pensar a questão frente à realidade ateniense. Era comum em Atenas a aceitação e introdução de culto a novos deuses estrangeiros. Xenofonte, portanto, levanta o seguinte questionamento: por que, então, Sócrates fora criticado se era algo habitual entre os atenienses?
Os acusadores não tinham qualquer prova de que Sócrates era um reformador religioso, além de não precisar quais deuses ele abandonara nem quais ele introduzira. É importante mencionar que Sócrates nunca fora acusado de ateísmo, mas sim de impiedade. Isso porque ele não deixou de acreditar em deuses, mas foi acusado de não cultuar deuses específicos de Atenas.
A tal divindade de Sócrates (a causa da acusação sobre introduzir novas divindades) não era segredo em Atenas. Todos sabiam que Sócrates se dizia inspirado por um daimonion, que o acompanhava desde criança sob a forma de uma voz interior que se manifestava antes que certos atos fossem ou tivessem sido realizados. Em Platão, o daimonion representava uma voz crítica, impeditiva, que ajudava Sócrates a não agir de modo errado. Em Xenofonte, parece mais uma espécie de guia, o qual também agia nos amigos de Sócrates. 
A defesa de Sócrates parece, na verdade, uma não-defesa. O filósofo não parece empenhar-se em se defender. De acordo com seus amigos, ele nem sequer tentara. Podia até ter evitado sua morte propondo uma pena alternativa, mas não foi isso que fizera. Segundo Xenofonte, Sócrates afirmara inicialmente que nada tinha a declarar em sua defesa, pois todos sabiam que ele não era culpado, e o modo como passara a vida era a maior prova da sua inocência. Depois se justifica, dizendo que seu daimonion o impedira de se defender.
Sabemos que Sócrates foi julgado pelo tribunal chamado de Helieia e condenado à morte por ingestão de cicuta, apesar de Xenofonte não ter se referido a esse tipo de veneno em sua obra. Tanto na Apologia de Sócrates por Platão quanto por Xenofonte consta que Sócrates teve a possibilidade de comutar a pena ou fugir da prisão, mas recusou as duas oportunidades. 
Na versão de Xenofonte, Sócrates demonstra ter consciência de ter vivido toda sua vida com piedade e com justiça, mas via que a morte naquele momento seria uma boa saída, em vez de passar por todos os problemas naturais da velhice. Já estava em idade avançada e não via necessidade de prolongar a vida. Essa justificativa não é encontrada na obra de Platão, na qual consta que morrer é necessário se for para seguir as leis.
A educação, para Sócrates, o bem mais importante para o homem, é a área pela qual mais se interessou, portanto, tornou-se uma grande referência no assunto. Por esse motivo, foi acusado de corromper os jovens, conseguindo fazer com que lhe obedecessem mais do que aos pais.

## Breve biografia
Sócrates nasceu em 470 a.C., na Atenas de Péricles e do apogeu do sistema democrático, terra de grandes filósofos e sofistas famosos que eram atenienses ou que, sendo de fora, escolhiam atuar nessa cidade. Esta mesma Atenas foi marcada por uma guerra cruel e sangrenta contra Esparta, saindo totalmente derrotada. A Guerra do Peloponeso foi devastadora, despertando a discussão sobre a melhor forma de constituição e colocando em cheque o caráter da democracia por muitos intelectuais. Sócrates é um desses intelectuais e, embora não haja nenhum testemunho direto de suas opiniões, encontramos nas obras de seus discípulos igual posicionamento. Platão, de modo extremamente crítico, retrata o sistema democrático. Xenofonte, por motivações meramente pessoais, luta contra um contingente ateniense ao lado de Esparta em Coroneia, em 394, mesmo sendo ateniense.
Sócrates, portanto, era considerado uma ameaça à constituição democrática, principalmente pelo fato de seu seguidor Crítias ter participado do governo oligárquico conhecido como “Os Trinta Tiranos”, que governou Atenas entre 404 e 403 a.C., após Atenas ter sido derrotada por Esparta na Guerra do Peloponeso. Sócrates não foi um tirano e nunca apoiou a tirania, apesar de Crítias e também Alcibíades, seu outro seguidor, terem escolhido caminhos autoritários.
Após a condenação de Sócrates em 399 a. C., surgiu uma variedade de discursos apologéticos com o intuito de defender o mestre contra todas as acusações. A Apologia de Sócrates segundo Platão e Xenofonte tornaram-se os mais conhecidos e difundidos. As informações sobre a acusação de Sócrates, bem como a própria imagem de Sócrates, é apresentada, evidentemente, segundo o ponto de vista de cada autor.